# أصوات نجم بعيد
أصوات نجم بعيد (باليابانية: ほしのこえ، بالروماجي: Hoshi no Koe) (بالإنجليزية: Voices of a Distant Star)‏ هو فيلم قصير (أوفا) من تأليف وإخراج ماكوتو شينكاي، عرض في اليابان في فبراير عام 2002.

## القصة
تدور أحداث القصة عن صديقين طفولة مقربين، فتى اسمه نوبورو تيراو وفتاة اسمها ميكاكو ناغاميني، انفصل الاثنان عندما أوسلت الفتاة إلى الفضاء للقتال في الحرب ضد الفضائيين، وبعد مرور 15 عامًا ذهب الفتاة أعمق وأعمق في الفضاء، كانت الفتاة ترسل رسائل نصية إلى صديقها عبر الفضاء باستخدام البريد الإلكتروني، لكنه يتلقى رسائلها بعد مرور سنين.

## الأداء الصوتي
ميكاكو ناغاميني
مؤدية الصوت: ميكا شينوهارا (النسخة الأولية)، سومي موتو
نوبورو تيراو
مؤدي الصوت: ماكوتو شينكاي (النسخة الأولية)، تشيهيرو سوزوكي

## وصلات خارجية
- الموقع الرسمي باللغة اليابانية
- أصوات نجم بعيد على موقع IMDb (الإنجليزية)
- أصوات نجم بعيد على موقع روتن توميتوز (الإنجليزية)
- أصوات نجم بعيد على موقع نتفليكس (الإنجليزية)
- أصوات نجم بعيد على موقع ألو سيني (الفرنسية)
- أصوات نجم بعيد على موقع فيلمافينيتي (الإسبانية)
- أصوات نجم بعيد على موقع قاعدة بيانات الفيلم (الإنجليزية)
- أصوات نجم بعيد على موقع ليتربوكسد (الإنجليزية)
- أصوات نجم بعيد على موقع كينوبويسك (الروسية)
- أصوات نجم بعيد على موقع ANN anime (الإنجليزية)
- أصوات نجم بعيد على موقع ANN manga (الإنجليزية)